# 10mm Auto
10mm Auto (10 × 25 мм, офіційна номенклатура C.I.P.: 10 mm Auto) — пістолетний набій, розроблений Джеффрі Купером і введений в 1983 році для пістолета Bren Ten.
Хоча він був обраний в ФБР для використання їх співробітниками, група стрілецької підготовки ФБР зробила висновок, що його віддача була надмірною для навчання звичайного агента з поліцейським досвідом, і пістолети були занадто великі для людей з невеликими долонями. Ці проблеми призвели до створення та подальшого прийняття на озброєння укороченого варіанту цього набою — .40 S&W.
Незабаром після появи набою .40 S&W і зброї цього калібру, 10 mm Auto поступово відійшов на другий план, і був практично витіснений з ринку службової зброї, залишившись в основному спортивним — в легких варіантах спорядження, і мисливськими боєприпасами.

## Див. також

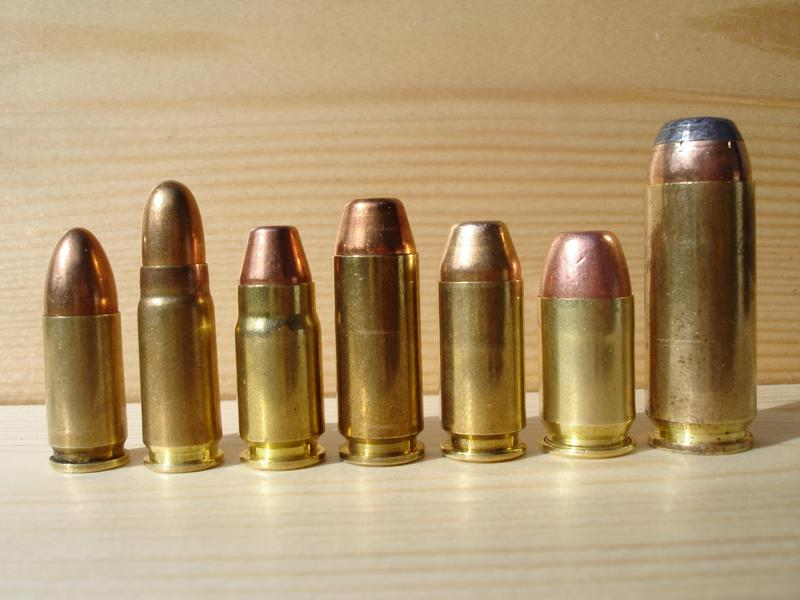
Схема набою
Glock 20
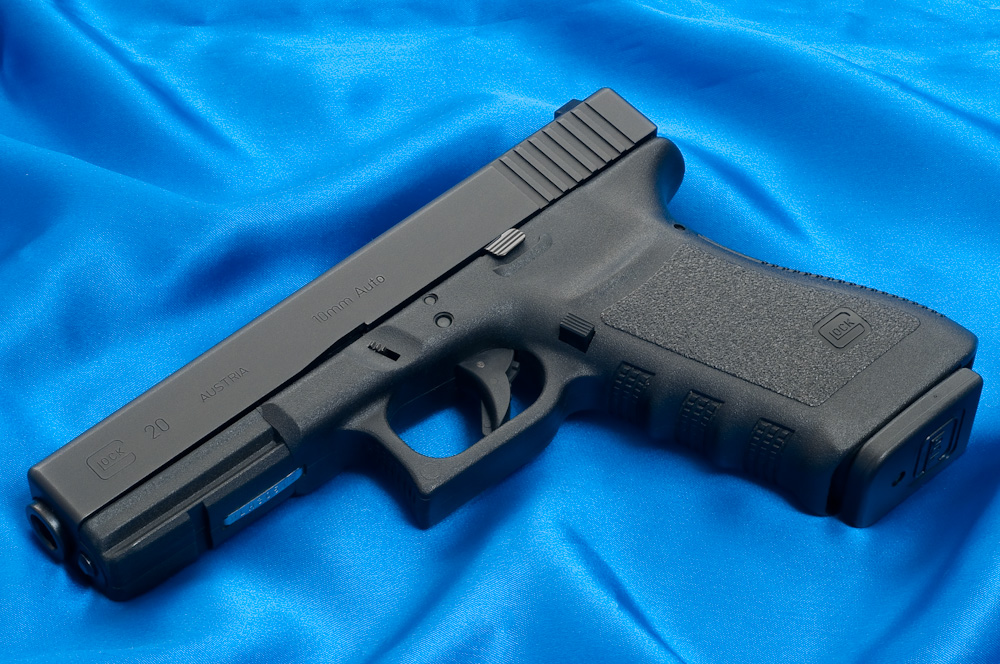